# Straszydło
Straszydło (oryg. Чучело) – radziecki film obyczajowy z 1983 roku w reżyserii Rołana Bykowa. Adaptacja powieści Władimira Żeleznikowa pod tym samym tytułem.   

## Opis fabuły
W pewnym prowincjonalnym miasteczku do szóstej klasy miejscowej szkoły podstawowej przychodzi nowa uczennica Lena Biessolcewa. Mieszka w domu swojego dziadka – byłego wojskowego, kolekcjonera obrazów namalowanych przez jednego ze swoich przodków; ze względu na swój odosobniony tryb życia – wyobcowanego przez lokalną społeczność. Również Lena z powodu "dziwaczności" swojego dziadka oraz nietypową, ekspresywną osobowość od razu zostaje w klasie uznana za podobną dziwaczkę i otrzymuje tytułowe przezwisko "Straszydło". Sama dziewczynka nie przejmuje się zbytnio nastawieniem klasy i wszelkie docinki ignoruje – robi wszystko aby stać się akceptowanym członkiem zorganizowanej, klasowej społeczności. Pewnego dnia klasa postanawia zwagarować i pójść do kina. Wyczyn ten przypłaca karą w postaci zakazu wyjazdu na długo oczekiwaną wycieczkę do Moskwy. Ktoś zdradził i Lena wie kim jest zdrajca. To poczciwy Dima, który wypytywany przez wychowawczynię klasy i nazwany przez nią tchórzem w pewnym momencie wyjawia całą prawdę. Klasa poszukuje zdrajcy i kiedy gdy jej liderzy są bliscy wykrycia Dimy, Lena sama głośno przyznaje się do zdrady, biorąc całą winę na siebie. W rezultacie zostaje poddana bojkotowi klasy i różnego rodzaju szykanom. Kiedy sięgają one szczytu, prawda wychodzi na jaw – nagabywana przez klasę wychowawczyni ujawnia imię prawdziwego zdrajcy. Wszyscy uczniowie pragną wybaczenia Leny. Jednak w tym samym czasie dziadek Leny wraz z nią opuszcza miasteczko, swój dom wraz z kolekcją obrazów zapisując miastu z przeznaczeniem na muzeum.  

## Obsada aktorska
- Kristina Orbakaitė – Lena
- Jurij Nikulin – dziadek Leny
- Dmitrij Jegorow – Dima, kolega szkolny Leny
- Jelena Sanajewa – wychowawczyni klasy
- Swietłana Kruczkowa – fryzjerka
- Rołan Bykow – dyrygent orkiestry kadetów
- Pawieł Sanajew – Wasiliew, kolega szkolny Leny
- Andriej Łomow – Tolik "Rudzielec"
- Kola Manwiełow – "Okularnik"
- Marina Martanowa – Marina, koleżanka szkolna Leny
- Anna Tołmaczowa – Szmakowa, koleżanka szkolna Leny
- Maksim Czmiel – Popow, kolega szkolny Leny
- Ksienija Filippowa – Mironowa, koleżanka szkolna Leny
- Kostia Czechowskoj – Walka, kolega szkolny Leny
- Oleg Bykow – Pietka, starszy brat Walki
- Dima Krużylin – Łochmatyj, kolega szkolny Leny
- Marija Artiomowa – Swietka, młodsza siostra Dimy
- Antonina Wolska – dyrektor szkoły
- Sierioża Prilenski – "Chudy"
- Sonia Bykowa – koleżanka szkolna Leny

i inni. 

## O filmie
Film jest wierną ekranizacją powieści Władimira Żeleznikowa, w pełni autorskim obrazem Rołana Bykowa (scenariusz i reżyseria). Główną rolę żeńską zagrała w nim córka gwiazdy ówczesnej estrady radzieckiej Ałły Pugaczowej, a partnerował jej syn równie znanej aktorki Natali Kustinskiej – Dmitrij Jegorow. Reżyser obsadził w nim również członków swojej najbliższej rodziny – swoją ówczesną żonę Jelanę Sanajewą (wychowawczyni klasy), pasierbów: Olega (Pietka, starszy brat Walki) i Pawła (Wasiliew, kolega szkolny Leny). 
Zdjęcia kręcono w Twerze i jego okolicach – w scenach filmu można dostrzec m.in. dworzec rzeczny, monastery: Otrocki i Św. Katarzyny.  
Film spotkał się z uznaniem krytyków i był przebojem kin radzieckich jesienią 1985 roku.